# Ivan Ivanov (halterofilista)
Ivan Ivanov (em búlgaro:  Иван Иванов; 27 de agosto de 1971, em Shumen, província de Shumen) é um búlgaro campeão mundial e olímpico em halterofilismo.
Ivan Ivanov foi campeão mundial de 1989 a 1991; ainda em 1993. Participou dos Jogos olimpícos de 1992 a 2000; foi campeão em 1992 e sexto em 1996. Em 2000, Ivanov ficara com a medalha de prata, mas a perdeu por dopagem bioquímica.
Estabeleceu quatro recordes mundiais: três antes da reestruturação das classes de peso em 1992 (ver também: recordes mundiais do halterofilismo) na categoria até 52 kg — dois no arremesso e um no total combinado (arranque + arremesso) —, e um na categoria até 54 kg, no total, em 1993. Seus recordes foram:
| Data                                               | Disciplina | Marca    | Classe de peso | Lugar          |
| -------------------------------------------------- | ---------- | -------- | -------------- | -------------- |
| 16.09.1989                                         | Arremesso  | 155,0 kg | –52 kg         | Atenas         |
| 16.09.1989                                         | Total      | 272,5 kg | –52 kg         | Atenas         |
| 27.09.1991                                         | Arremesso  | 155,5 kg | –52 kg         | Donaueschingen |
| Após a reestruturação das classes de peso em 1993: |            |          |                |                |
| 10.11.1993                                         | Total      | 277,5 kg | –54 kg         | Melbourne      |